# Parlatoria artocarpi
Parlatoria artocarpi är en insektsart som beskrevs av Green 1919. Parlatoria artocarpi ingår i släktet Parlatoria och familjen pansarsköldlöss. Inga underarter finns listade i Catalogue of Life.